# کلودیا پینا
کلودیا پینا (انگلیسی: Clàudia Pina؛ زادهٔ ۱۲ اوت ۲۰۰۱) بازیکن فوتبال اهل اسپانیا است.
از باشگاه‌هایی که در آن بازی کرده‌است می‌توان به باشگاه فوتبال زنان بارسلونا و باشگاه فوتبال بارسلونا اشاره کرد.
وی همچنین در تیم‌های ملی فوتبال Spain women's national under-17 football team, Spain women's national under-19 football team, Spain women's national under-20 football team، و زنان اسپانیا بازی کرده‌است.